# Peer Gynt (kịch)

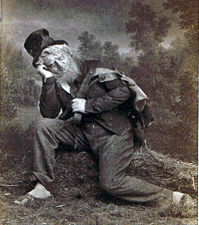
Henrik Klausen trong vai Peer Gynt, một nhân vật trong vở kịch cùng tên

Peer Gynt là vở kịch của nhà viết kịch nổi tiếng người Na Uy Henrik Ibsen. Tác phẩm này được nhà soạn nhạc Na Uy Edvard Grieg viết 23 khúc nhạc chen vào các hồi của nó. Tác phẩm được trình diễn lần đầu tiên tại Christiana, Đan Mạch vào năm 1876. Sau đó tác phẩm âm nhạc cùng tên của Grieg, được ông chuyển soạn cho piano bốn tay từ những khúc nhạc cho vở kịch trên, rồi soạn thành 2 tổ khúc, cũng rất nổi tiếng, gây tiếng tăm không hề nhỏ cho nhà soạn nhạc Bắc Âu này.